# Staatliches historisches Museum (Schweden)

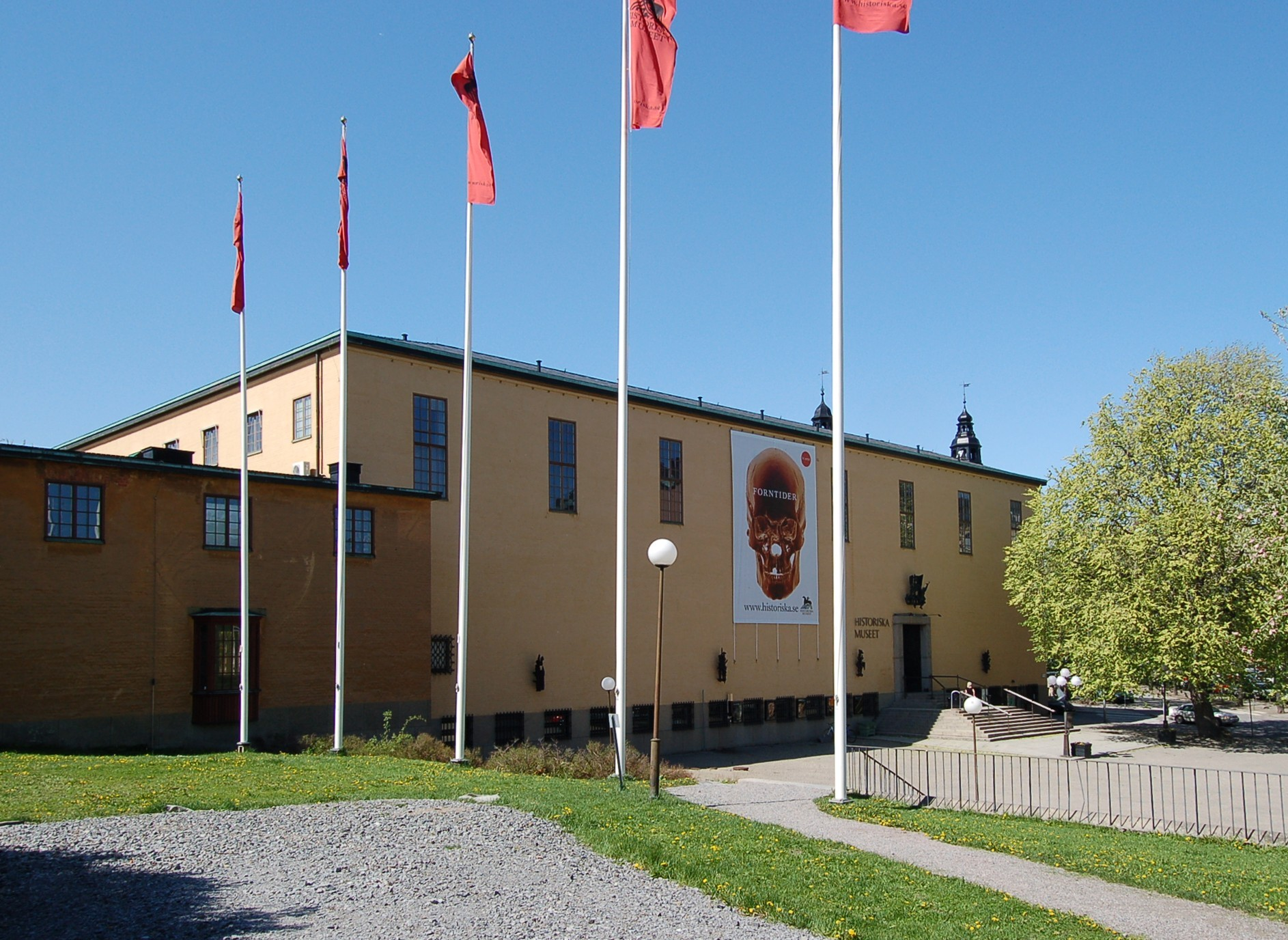
Das Staatliche historische Museum

Das Staatliche historische Museum (schwed. Statens historiska museum oder kurz Historiska museet) in Stockholm ist das nationale schwedische Museum für Archäologie und ältere Geschichte. Das Museum hat über 20 Millionen Gegenstände aus vor- und frühgeschichtlicher Zeit und dem Mittelalter Schwedens, die meisten davon als Forschungsobjekte. Das Historische Museum ist der Behörde Staatliche historische Museen unterstellt.

## Ausstellungen
Das Museum hat mehrere ständige Ausstellungen:
- Der als unterirdische Schatzkammer gestaltete Goldraum beherbergt die reiche Gold- und Silbersammlung aus der vorgeschichtlichen Zeit und dem Mittelalter.
- In der Ausstellung zur vorgeschichtlichen Zeit wird der Besucher anhand von acht Lebensgeschichten durch verschiedene Zeiträume geführt.
- Die Wikingerausstellung beleuchtet nicht nur das Leben der Wikinger, sondern auch das Bild der Wikinger in der nationalen Propaganda des 19. und 20. Jahrhunderts.
- Das Museum beherbergt auch eine der umfassendsten Ausstellungen zur mittelalterlichen Kirchenkunst in Nordeuropa.
- Dazu gehört auch die Textilkammer mit mittelalterlichen Textilien von schwedischen Kirchen

Daneben gibt es zeitbegrenzte Ausstellungen.